# Hawling
Koordinaten: 51° 54′ N, 1° 55′ W

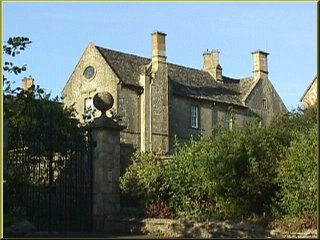
Kirche des Hl. Eduard

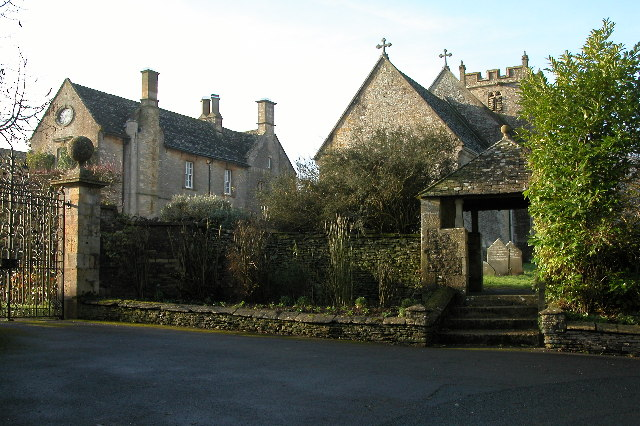
links Kirche, rechts Manor (Herrenhaus)

Hawling ist ein kleines Dorf in den Cotswolds in der Nähe von Bourton on the Water und Guiting Power. Bei der Volkszählung 2011 betrug die Bevölkerung 224 Personen.
Im Dorf gibt es eine historische Kirche der Church of England. Die Kirche des Hl. Eduard stammt aus dem frühen 13. Jahrhundert und wurde im 15., 16., 18. und Ende des 19. Jahrhunderts erweitert oder umgebaut. Es gibt eine Reihe interessanter Denkmäler aus Messing und Stein. Das an die Kirche angrenzende Herrenhaus stammt aus der elisabethanischen Zeit, es wurde vermutet, dass Elizabeth I. dort gelebt haben soll. Das Manor war auch der Wohnsitz von Mrs. Dent-Brocklehurst, der Schwiegermutter und Großmutter der heutigen Eigentümer von Sudeley Castle. Sie war die Mutter von Mark Dent-Brocklehurst. Im Jahre 1646 fand der erfolgreiche Schriftsteller und Übersetzer Clement Barksdale in Hawley Zuflucht vor dem englischen Bürgerkrieg, unterrichtete an einer Privatschule und wurde 1650 Rektor.